# Portugal nos Jogos Olímpicos de Verão de 1956
Portugal participou dos Jogos Olímpicos de Verão de 1956 na cidade de Melbourne, na Austrália, com as provas hípicas realizadas em Estocolmo. Nesta edição o país não teve medalhistas.